# Huixtán
Huixtán (littéralement pays où abondent les épines en Nahuatl) est une ville et un municipio mexicain de l´État du Chiapas.